# Yazbar
Yazbar (persiska: یزبر) är en ort i Iran.   Den ligger i provinsen Qazvin, i den nordvästra delen av landet, 130 km väster om huvudstaden Teheran. Yazbar ligger 1 179 meter över havet och antalet invånare är 334.
Terrängen runt Yazbar är platt. Runt Yazbar är det ganska tätbefolkat, med 108 invånare per kvadratkilometer. Närmaste större samhälle är Alvand, 15,7 km norr om Yazbar. Trakten runt Yazbar består till största delen av jordbruksmark.